# Santa Maria in Trivio
Santa Maria in Trivio är en kyrkobyggnad i Rom, helgad åt Jungfru Maria och särskilt åt hennes Obefläckade Avlelse. Kyrkan är belägen vid Piazza dei Crociferi i Rione Trevi och tillhör församlingen Santa Maria in Via.
Ursprunget till kyrkans tillnamn ”Trivio” har inte fastställts, men enligt en teori syftar det på trivium, den plats där tre gator sammanstrålar.

## Kyrkans historia
Den bysantinske generalen Belisarius grundade år 538 på denna plats ett xenodochion, grekiska ξενοδοχεῖον, en typ av härbärge för pilgrimer, med ett tillhörande oratorium. En inskription på kyrkomuren mot Via Poli hugfäster minnet av Belisarius stiftelse. Det framgår av inskriptionen att Belisarius ångrar att han på order från kejsarinnan Theodora avsatte påven Silverius.
Oratoriet restaurerades av påve Leo III (795–816), men kom senare att förfalla. På dess plats uppfördes på 1000-talet kyrkan Santa Maria in Sinodochio.
Kyrkan omnämns i Catalogo di Cencio Camerario, en förteckning över Roms kyrkor sammanställd av Cencio Savelli år 1192 och bär där namnet sce. Marie in Sinesia.
Därtill förekommer den i Il catalogo Parigino (cirka 1230) som s. Maria in Sinodorta, i Il catalogo di Torino (cirka 1320) som Ecclesia sancte Marie in Sinodochio och i Il catalogo del Signorili (cirka 1425) som sce. Marie in Sinodochio dicti Intertrigio.
Ordo Cruciferorum, en katolsk orden, lät under påve Gregorius XIII (1572–1585) bygga om kyrkan efter ritningar av Giacomo del Duca, elev till Michelangelo. Efter Ordo Cruciferorum innehades kyrkan av Ministri degli Infermi, grundad av Camillo de Lellis, och därefter av Chierici regolari minori, grundad av bland andra Francesco Caracciolo. År 1854 förlänade påve Pius IX kyrkan åt Det allraheligaste blodets missionärer, en kongregation grundad av Gaspare del Bufalo.

## Fasaden
I den manieristiska fasaden bryter arkitekten Giacomo del Duca mot den arkitektoniska traditionen. Den övre våningens sidovoluter saknas; istället återfinns voluter på ömse sidor om kyrkans ingångsportal. Två andra voluter bryter in i det triangulära pedimentet ovanför kyrkans portal och håller upp en festong. En annan arkitektonisk anomali utgörs av pilasterkapitälen i den övre våningen; det existerar inte någon antik prototyp för dessa kapitäl.

## Interiören
Högaltaret hyser ikonen Madonnan och Barnet från 1400-talets förra hälft. Freskerna i taket är utförda av Antonio Gherardi och framställer scener ur Jungfru Marias liv. Det rör sig om sammanlagt nio scener:
1. Jungfru Marie frambärande i templet
2. Jungfru Marie himmelsfärd
3. Herrens frambärande i templet
4. Jungfru Marie födelse
5. Jungfru Marie besök hos Elisabet
6. Flykten till Egypten
7. Jesus vid 12 års ålder i templet
8. Konungarnas tillbedjan
9. Den heliga Familjen

Kyrkan har sex sidokapell, tre på var sida.

### Höger sida
Det första sidokapellet på höger hand är invigt åt den heliga Maria De Mattias, som 1834 grundade ”Kristi allraheligaste blods tillbedjande systrar” och blev kanoniserad 2003. Kapellet var tidigare invigt åt Jungfru Maria; sidopilastrarna och arkivolten har målningar med scener ur hennes liv. I det andra kapellet, invigt åt den korsfäste Kristus, återfinns ett venetianskt krucifix från 1300-talet. I arkivolten har Giovanni Francesco Grimaldi utfört målningar med scener ur Kristi lidande. Altaret har arbeten i pietra dura-teknik. Det tredje kapellet, Cappella del Calvario, har en altarmålning som visar den korsfäste Kristus med Jungfru Maria, aposteln Johannes och Maria Magdalena.

### Vänster sida
Första kapellet till vänster är invigt åt den heliga Maria Magdalena; altarmålningen Den heliga Magdalenas kommunion är ett verk av Luigi Pellegrini Scaramuccia. Det andra kapellet är invigt åt den helige Gaspare del Bufalo, grundare av ”Det allraheligaste blodets missionärer” 1815 och kanoniserad 1954. I en röd marmorsarkofag vilar helgonet; ovanpå sarkofagen ses en liggande bronsstaty föreställande Gaspare del Bufalo, utförd av Aurelio Mistruzzi 1954. Även altarmålningen framställer den helige Gaspare. Det tredje och sista kapellet på vänster hand är invigt åt den helige påven Cletus; altarmålningen av Paolo Piazza visar påvens martyrium.
I kyrkans lilla trädgård finns fortfarande det träd, under vilket den helige Filippo Neri brukade försjunka i bön.

## Bilder
| - Santa Maria in Trivio på Rodolfo Lancianis karta över Rom från år 1893–1901. - Högaltaret. - Den helige Gaspare del Bufalos sarkofag. - Pedimentet med voluter och festonger över ingångsportalen. |